# Lauricius
Lauricius is een geslacht van spinnen uit de familie Zoropsidae.

## Soorten
- Lauricius hemicloeinus Simon, 1888
- Lauricius hooki Gertsch, 1941